# Hopp Ferenc (műgyűjtő)
Hopp Ferenc (Fulnek, 1833. április 28. – Budapest, 1919. szeptember 9.) optikus, műgyűjtő, múzeumalapító, a Ferenc József-rend lovagja, a Calderoni és Társa cég tulajdonosa.

## Életpályája
Morvaországban született, innen költözött az 1850-es években Pestre. 13 évesen már optikustanoncként dolgozott Calderoni Istvánnál, akinek felesége szintén Fulnekből származott. Calderoni, mivel nem volt fiúörököse, felkarolta barátja unokaöccsét, és a jófejű, érdeklődő ifjút 1853-ban a bécsi optikus Weinbergerhez, majd az Amerikai Egyesült Államokba a New York-i Kahnhoz küldte tanulni. A tanulóévek elteltével a cég neve „Calderoni és társa" lett, és Hopp Ferenc, ötleteivel egyre nagyobb sikereket ért el. 1861-ben hazatért, betársult az üzletbe, majd 1864-ben átvette a céget. A Calderoni és Társa név megtartásával a vállalkozást továbbfejlesztette. Az optikai műszerek, fényképezőgépek készítése, forgalmazása mellett meghonosította Magyarországon az iskolai szemléltetőeszköz-gyártást. Bőséges vagyont szerzett munkájával. Híressé vált üzlete a Deák Ferenc és a Váci utca sarkán állt, s még a híres Ázsia-kutató, Stein Aurél is vásárolt itt fényképezőgépet.

## Utazásai
Vagyona lehetővé tette, hogy sokat utazzon. 1882 és 1914 között öt Föld körüli utazása volt. Elsősorban Kelet-Ázsia, főképp Kína és Japán érdekelte.
Indiába első világ körüli útján 1882-ben látogatott el. Itt vásárolt tárgyai (miniatúrák, kerámiák, kasmíri lakkok, márvány dísztárgyak, ékszerek), s az egy évvel később Kínában tett utazásának kincsei is az államra szálltak. A gyűjtemény 1200 kínai tárgyának javát 1883 és 1914 között vásárolta. Három alkalommal lépett a Mennyei Birodalom földjére. Elsősorban távol-keleti emléktárgyakat és iparművészeti remekeket szerzett be. Jó művészeti érzékét bizonyítják a különösen nemes anyagú kínai tárgyak sorozatai, a drágakőfaragványok, a tubákos flakonok, a rekeszzománcok, a kínai lakktárgyak és ékszerek.
Hopp Ferenc japán gyűjteménye halálakor közel 2000 tárgyat számlált (18–19. századi lakktárgyak, inrók, necukék, okimonók, kardok és kardtartozékok, bronztárgyak és kerámiák).
A Magyar Földrajzi Társaság ülésein sorozatosan előadásokat tartott utazásairól, több útibeszámolója nyomtatásban is megjelent, sok saját készítésű fényképfelvételével.

## Mecénási tevékenysége

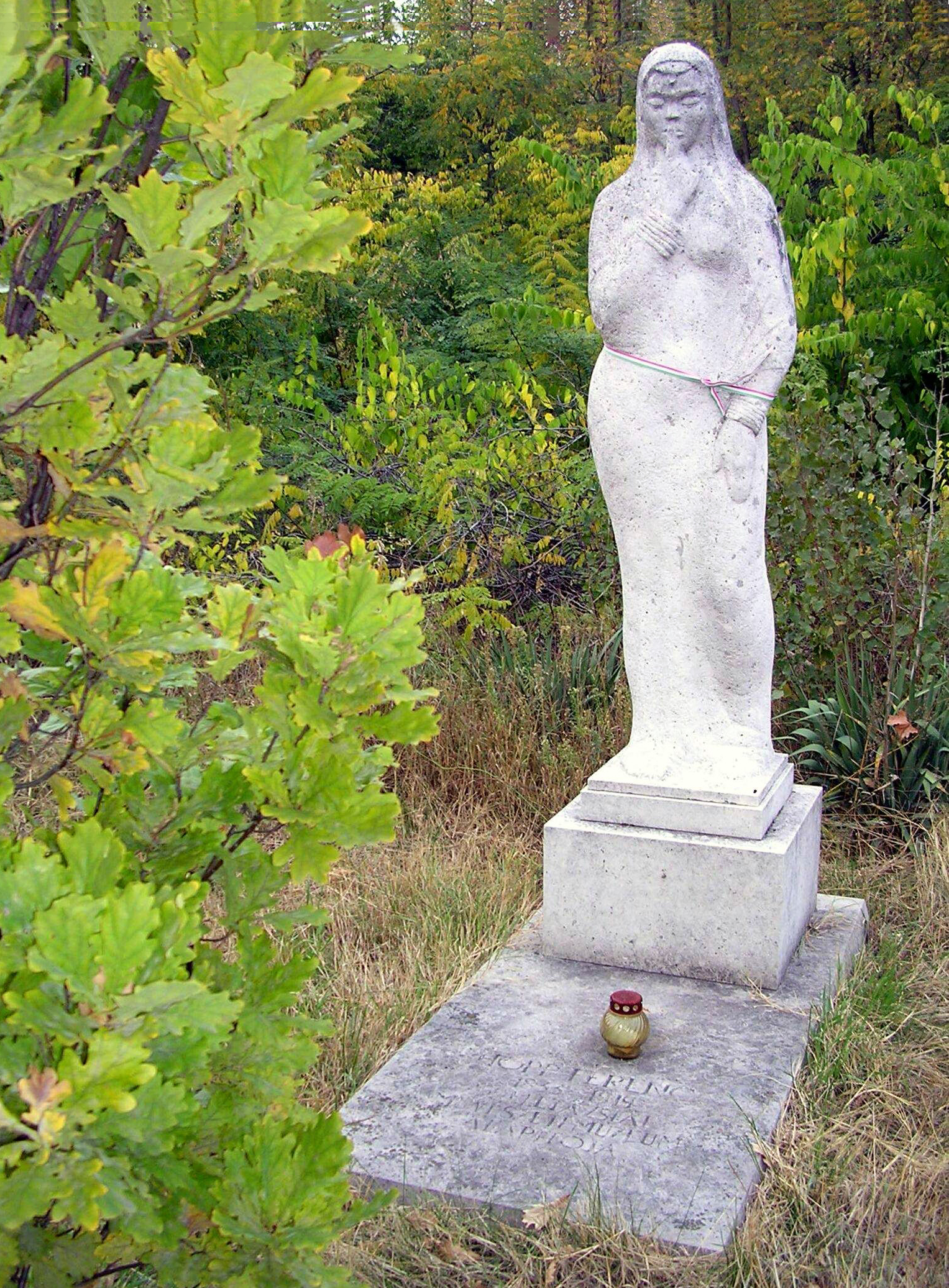
Hopp Ferenc sírja a Fiumei úti sírkertben (38-1-118). Konyorcsik János alkotása

Sok közgyűjteménynek adományozott gyűjtött tárgyaiból. Például karthágói – pun – kerámiagyűjteménye ma a Szépművészeti Múzeumban van, miután a Magyar Nemzeti Múzeum ókori osztályának adományozta. Sok ezer darabra gyarapodott fotógyűjteményét a Magyar Földrajzi Társaságra hagyta (ez azonban Budapest ostroma során megsemmisült).
Támogatta több tudományos egyesület működését.
Végrendeletében műgyűjteményét, több mint négy és fél ezer darab, túlnyomórészt keleti műtárgyat villájával és kertjével (Budapest VI. kerülete, Andrássy út 103.) együtt az államra hagyta, nevét viselő művészeti múzeum alapítása céljából.
Gyűjteménye lett az alapja a budapesti Hopp Ferenc Ázsiai Művészeti Múzeumnak (japán, kínai, indiai és délkelet-ázsiai gyűjtemény).

## Kitüntetései
- 1895-ben, „a tanszeripar fejlesztése körül szerzett érdemei elismeréséül” a Ferenc József-rend Lovagja kitüntetést kapta.[6]